# Escobares (Teksas)
Escobares je grad u američkoj saveznoj državi Teksas. Prema popisu stanovništva iz 2010. u njemu je živjelo 1.188 stanovnika.